# Pavonia oxyphyllaria
Pavonia oxyphyllaria là một loài thực vật có hoa trong họ Cẩm quỳ. Loài này được Donn. Sm. mô tả khoa học đầu tiên năm 1897.